# Bunt L.
Bunt L. (tytuł oryginalny: Бунтът на L.) – bułgarski film fabularny z roku 2006 w reżyserii Kirana Kołarowa.

## Opis fabuły
Dinko Chadżidinew, zwany Loris, w 1986 kończy z wyróżnieniem naukę w liceum językowym i postanawia uciec z Bułgarii, ukrywając się na statku handlowym. Zostaje jednak schwytany i osadzony w obozie pracy. Jako więzień polityczny doznaje wielu upokorzeń od strażników, współwięźniów, a także ze strony nowego komendanta - Nikołowa. Moment przełomowy w życiu Lorisa nadchodzi w 1989. Więźnia, który go najbardziej upokarzał, oblewa gorącymi pomyjami, za co trafia do karceru. Tam dowiaduje się o obaleniu Todora Żiwkowa, a potem w wyniku amnestii wychodzi na wolność.
Znajomości więzienne z Aczo i Sjarowem pozwalają mu rozpocząć pracę u Zarewa, byłego naczelnika więzienia, a obecnie gangstera, zajmującego się handlem żywym towarem. Loris pracuje jako kierowca, z czasem otrzymuje także zlecenia pozbywania się ofiar Zarewa. Pod wpływem śmierci Aczo, Loris przechodzi przemianę i zabija Zarewa, w strzelaninie ginie także Sjarow. W spadku po Zarewie pozostaje Lorisowi futerał do akordeonu wypełniony pieniędzmi. Gangsterzy, którzy przejęli interesy Zarewa, chcą odzyskać pieniądze i zlikwidować Lorisa. Najbliższą osobą dla Lorisa staje się rosyjska prostytutka Larisa, kiedyś pracująca dla Zarewa. W przypadkowej strzelaninie Larisa zostaje ciężko ranna i Loris zostaje sam.

## W rolach głównych
- Dejan Sławczew jako Loris
- Fani Kołarowa jako Larisa
- Christo Gyrbow jako Aczo
- Diczo Christow jako Sjarow
- Walentin Tanew jako Zarew
- Dimityr Raczkow jako porucznik Nikołow
- Stela Stojanowa jako Żana
- Marta Kondowa jako Maria
- Dobri Dobrew jako doktor
- Zachari Bacharow jako Bakucza
- Simeon Aleksijew jako Bonczo
- Neli Topałowa jako matka Lorisa
- Krikor Azarian jako wujek Aczo
- Ljubomir Atanasow jako Dikran
- Weselin Wyłkow jako ojciec Żany
- Żanina Donczewa jako sierżant bezpieki
- Georgi Todorow